# Juan Orozco Covarrubias y Leiva
Juan Orozco Covarrubias y Leiva (Toledo, 1544 – Guadix, 23 giugno 1610) è stato un vescovo cattolico spagnolo, 63º vescovo di Agrigento.

## Biografia
Nacque nel 1544 a Toledo.
Venne ordinato presbitero il 12 maggio 1573.
Il 2 dicembre 1594, papa Clemente VIII lo nominò vescovo di Agrigento. Ricevette la consacrazione episcopale il successivo 8 dicembre, nella Chiesa di San Girolamo dei Croati a Roma, per mano di mons. Leonardo Abela, vescovo titolare di Sidone, assistito dai co-consacranti monsignor Cristóbal Robuster y Senmanat, vescovo emerito di Orihuela, e monsignor Giorgio Perpignani, vescovo di Tino.
Il 16 gennaio 1606, papa Paolo V lo trasferì alla sede episcopale di Guadix, in Spagna.
Morì il 23 giugno 1610 a Guadix, all'età di 66 anni.

## Genealogia episcopale
La genealogia episcopale è:
- Cardinale Scipione Rebiba
- Cardinale Giulio Antonio Santori
- Vescovo Leonardo Abela
- Vescovo Juan Orozco Covarrubias y Leiva